# Női 100 méteres pillangóúszás az 1974-es úszó-Európa-bajnokságon
Az 1974-es úszó-Európa-bajnokságon a női 100 méteres pillangóúszás selejtezőit augusztus 21-én, a döntőt 22-én rendezték. A versenyszámban 24-en indultak. A győztes az NDK-beli Rosemarie Kother lett, aki a selejtezőben és a döntőben is világcsúcsot úszott.

## Rekordok
|            | Név            | Nemzet | Idő     | Helyszín | Dátum            |
| ---------- | -------------- | ------ | ------- | -------- | ---------------- |
| Világcsúcs | Kornelia Ender | NDK    | 1:02,31 | Berlin   | 1973. július 14. |

A versenyen új rekord született:
| Európa-bajnoki csúcs | selejtező | Beate Jasch         | NSZK       | 1:04,94 | Bécs, Ausztria | augusztus 21. |
| Európa-bajnoki csúcs | selejtező | Gunilla Andersson   | Svédország | 1:04,63 | Bécs, Ausztria | augusztus 21. |
| Európa-bajnoki csúcs | selejtező | Anne-Kathrin Leucht | NDK        | 1:03,70 | Bécs, Ausztria | augusztus 21. |
| világcsúcs           | selejtező | Rosemarie Kother    | NDK        | 1:02,09 | Bécs, Ausztria | augusztus 21. |
| világcsúcs           | döntő     | Rosemarie Kother    | NDK        | 1:01,99 | Bécs, Ausztria | augusztus 22. |

## Eredmények
A rövidítések jelentése a következő:
| - Q: továbbjutás időeredmény alapján - ECR: Európa-bajnoki rekord | - WR: világ rekord - ER: Európa-rekord | - NR: országos rekord |

### Selejtezők
| Helyezés | Futam | Név                        | Nemzet             | Idő     | Megj.  |
| -------- | ----- | -------------------------- | ------------------ | ------- | ------ |
| 1        | 4     | Rosemarie Kother           | NDK                | 1:02,09 | Q, WR  |
| 2        | 3     | Anne-Kathrin Leucht        | NDK                | 1:03,70 | Q, ECR |
| 3        | 2     | Gunilla Andersson          | Svédország         | 1:04,63 | Q, ECR |
| 4        | 1     | Beate Jasch                | NSZK               | 1:04,94 | Q, ECR |
| 5        | 1     | Yolanda Aggenbach          | Hollandia          | 1:05,23 | Q      |
| 6        | 2     | Gudrun Beckmann            | NSZK               | 1:05,60 | Q      |
| 7        | 4     | Alekszandra Meerzon        | Szovjetunió        | 1:05,76 | Q      |
| 8        | 4     | Joanne Atkinson            | Egyesült Királyság | 1:05,86 | Q      |
| 9        | 3     | Donatella Talpo            | Olaszország        | 1:06,09 |        |
| 10       | 2     | Trine Krogh                | Norvégia           | 1:06,19 |        |
| 11       | 3     | Tamara Selofasztova        | Szovjetunió        | 1:06,32 |        |
| 12       | 4     | Marina Corsi               | Olaszország        | 1:06,56 |        |
| 13       | 3     | Eva-Lotta Kihlberg         | Svédország         | 1:06,92 |        |
| 14       | 2     | Martine Verbreyt           | Belgium            | 1:07,25 |        |
| 15       | 4     | Kim Wickham                | Egyesült Királyság | 1:07,64 |        |
| 16       | 4     | Ann Pistre                 | Franciaország      | 1:07,67 |        |
| 17       | 4     | Małgorzata Wieczorek       | Lengyelország      | 1:07,94 |        |
| 18       | 1     | Corinne Frisque            | Belgium            | 1:08,59 |        |
| 19       | 1     | Eva Majnarić               | Jugoszlávia        | 1:09,29 |        |
| 20       | 2     | Eva Sigg                   | Finnország         | 1:09,38 |        |
| 21       | 1     | Grethe Nielsen             | Dánia              | 1:09,80 |        |
| 22       | 3     | Birgit Rasmussen           | Dánia              | 1:10,06 |        |
| 23       | 3     | Anasztaszia Konsztandinidu | Görögország        | 1:11,26 |        |
| 24       | 2     | Þórunn Alfreðsdóttir       | Izland             | 1:11,67 |        |

### Döntő
| Helyezés | Név                 | Nemzet             | Idő     | Megj. |
| -------- | ------------------- | ------------------ | ------- | ----- |
|          | Rosemarie Kother    | NDK                | 1:01,99 | WR    |
|          | Anne-Kathrin Leucht | NDK                | 1:03,63 |       |
|          | Gunilla Andersson   | Svédország         | 1:04,67 |       |
| 4        | Beate Jasch         | NSZK               | 1:05,06 |       |
| 5        | Joanne Atkinson     | Egyesült Királyság | 1:05,48 |       |
| 6        | Yolanda Aggenbach   | Hollandia          | 1:05,55 |       |
| 7        | Gudrun Beckmann     | NSZK               | 1:05,64 |       |
| 8        | Alekszandra Meerzon | Szovjetunió        | 1:05,70 |       |